# Józef Kawecki (urzędnik)
Józef Kawecki herbu Gozdawa – pisarz grodzki łucki w 1793 roku, konsyliarz konfederacji województwa wołyńskiego konfederacji targowickiej.